# Yolanda Oquelí
Telma Yolanda Oquelí Veliz del Cid, coneguda com a Yolanda Oquelí, és una destacada activista i líder comunal a la zona de San José del Golfo (Guatemala) de l'organització FRENAM (Frente Norte del Area Metropolitana) que ha estat atacada per defensar els drets humans de la seva comunitat. Al juny del 2012 va ser greument ferida per arma de foc en un intent d'assassinat a causa de la seva significada oposició a la mina d'or que es començava a construir a la seva localitat. No s'ha detingut ningú per aquesta agressió. La seva família i també casa seva han patit amenaces i atacs. Durant mesos va haver de canviar constantment d'adreça per tal de conservar la seva integritat física. Des de setembre de 2012 Yolanda i la seva família gaudeixen de la protecció estatal de Guatemala gràcies a una resolució de la Comisión Interamericana de Derechos Humanos. Encara que té aquesta protecció es tem que pugui ser objecte de noves agressions. Amnistia Internacional, en especial des del Canadà, ha estudiat molt el cas de Yolanda Oquelí. El Grup de Terrassa d'Amnistia Internacional Catalunya també està treballant sobre el cas d'aquesta activista.